# Oidium caricae-papayae
Oidium caricae-papayae är en svampart som beskrevs av J.M. Yen 1966. Oidium caricae-papayae ingår i släktet Oidium och familjen Erysiphaceae.   Inga underarter finns listade i Catalogue of Life.